# Успенський собор (Новгород-Сіверський)
Успенський собор XVII-XVIII ст. у Новгороді-Сіверському — мурований п’ятибаневий собор, розташований на високому пагорбі придеснянського плато в історичному середмісті. Пам'ятка архітектури національного значення. Охоронний номер 852. Є діючим храмом Української православної церкви Московського патріархату.

## Опис

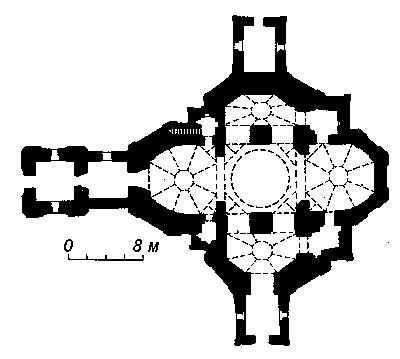
План

В плані хрестовий, п'ятибанний, з чотирма низенькими приміщеннями між гілками хреста (по осях 27 х 23,5 м). Висота інтер'єру до зеніту середнього купола 28 м. Фасади храму оформлені на гранях пілястрами, вікна - лиштвами з трикутними сандриками і напівколонками. Середній купол поставлений на круглий барабан, бічні - на восьмигранні. Внутрішній підбанний простір п'яти куполів сприймається як єдиний завдяки високим підпружним аркам середнього купола. Кутові маленькі приміщення між рукавами хреста перекриті зімкнутими купольними склепіннями на низеньких восьмерічках, перехід до яких здійснено за допомогою плоских вітрил. Обсяги собору до увінчуючого карниза по висоті удвічі перевершують завершення його куполами. Це надає вертикальному руху баштоподібних  мас силу й енергію, що підсилюється потужними пілястрами, високими вузькими вікнами, обрамленими одвірками і напівколонками. Інтер'єр вражає світлістю і урочистістю; в ньому немає нічого дрібного, мізерного, що б заважало загальному сприйняттю. Собор належить до одного з найяскравіших творів архітектури українського бароко XVII-XVIII ст.
Головною окрасою інтер’єра був іконостас, від якого збереглося кілька визначних ікон; серед них Спас і Богородиця, виконані в широкій монументальній манері, з яскравим декоративним колоритом, належать до найкращих зразків українського живопису XVII ст.  Поширення гуманістичних ідей привело до того, що в мистецтві дедалі більше з’являється ікон, в яких одночасно виступають божественні й реальні персонажі. В Новгороді-Сіверському було кілька ікон такого типу. Одна з них знаходиться зараз в Успенському соборі. На ній намальовані ктитори і благодійники храму – цар з царицею, гетьман Полуботок з дружиною, полковники і сотники з дружинами та інші «вельможні граждани».

## Історія
Місце, на якому стоїть Успенський собор, за переказами здавен було ритуальним. Будівництво собору розпочалось у 1671 році за гетьмана Дем’яна Многогрішного, уродженця сусіднього Коропа, а у Новгороді-Сіверському в 1668 році на елекційній раді обраного  “Сіверським гетьманом”.

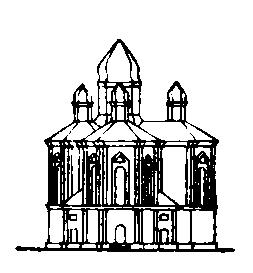
Початковий вигляд собору

За планом Успенський собор зводився у стилі  українського бароко раннього періоду і повторює тип храму, такого як, приміром, Катерининська церква у Чернігові, тільки форми тут важчі, центральний круглий барабан на диво могутній, рух мас енергійніший, а пірамідальність окреслена виразніше. Єдність матеріалу і конструкції з такою ж послідовністю виступає і в інтер’єрі: навіть нерівності рядів цегляного мурування нагадують дерев’яні рублені стіни. Можливо  цей ефектний храм в одній з тогочасних козацьких столиць повинен був символізувати сходження нової адміністративної зірки. Але наступного року Многогрішного звинуватили в державній зраді, вивезли до Сибіру й ув'язнили в Іркутському острозі. Все ж будівництво храму було продовжено, хоча й з меншим ентузіазмом. Та в зв’язку з будівництвом Петербурга цар Петро І видав указ, яким забороняв кам’яне будівництво по всій країні.

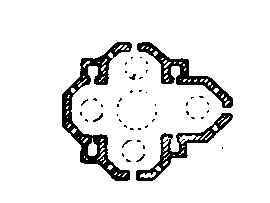
План без прибудов

Роботи відновились лише в 1721 р., після зняття заборони й освячено після 1721 р. в історичну добу гетьмана Данила Апостола. Будівництвом керував архітектор з Києва, ім'я його невідоме.
Тривалий час стояння у недобудованому вигляді позначилось на стані будівлі.  Успенський собор почав потроху руйнуватися, надто важка будівля дала тріщини в арках,  стіни також вкрилися тріщинами. Тому у 1767 році довелося внутрішній безстовповий простір доповнити допоміжними стовпами, що надійно підперли височезні арки головної нави, зміцнити східну стіну.

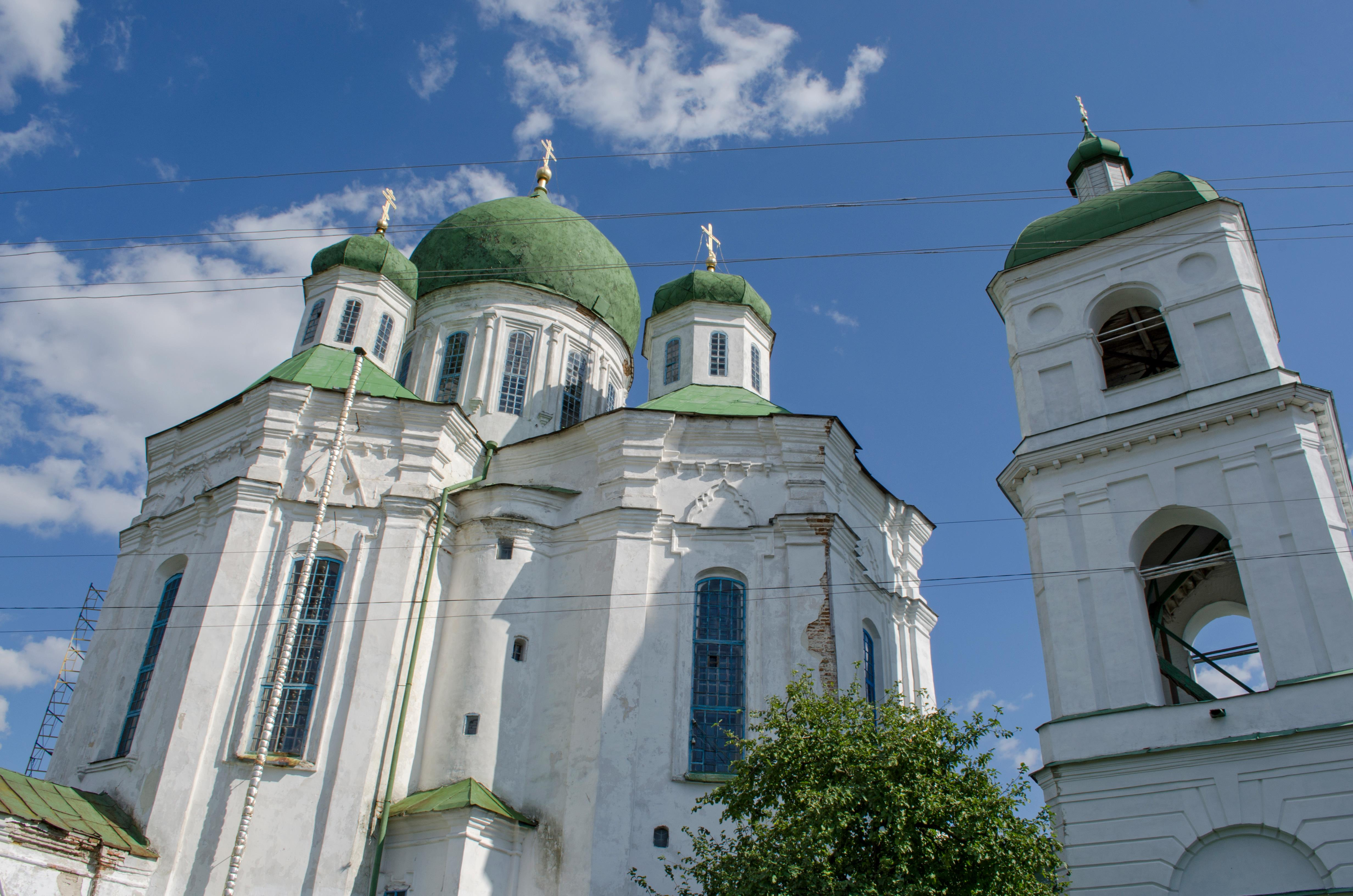
Загальний вигляд

Найгірше з храмом сталося 1820 року, коли замість чудових грушоподібних барочних бань з'явилися цибулеподібні, що значно зіпсувало мальовничий силует пам'ятки українського зодчества. Тоді ж були прибудовані дзвіниця і критий перехід-притвор до неї.
Незважаючи на численні перебудови, будівля храму зберегла свою основу. Належить до зразків національного зодчества XVII ст., де органічно сплелися архітектурно-пластичні прийоми стилістичних систем ренесансу і українського бароко.
Собор весь час, в тому числі і в радянські часи, був діючим храмом православної церкви.